# Bamiro
Bamiro (llamada oficialmente San Amedio de Bamiro) es una parroquia y una aldea española del municipio de Vimianzo, en la provincia de La Coruña, Galicia.

## Entidades de población
Entidades de población que forman parte de la parroquia:
- A Piroja (A Piroga)
- Bamiro
- Cheis
- Campo (O Campo)
- Campo de Feira (O Campo da Feira)
- Trasdoceán (O Ceán)
- Oróns

## Demografía

### Parroquia
| Gráfica de evolución demográfica de Bamiro (parroquia) entre 2000 y 2019 |
|                                                                          |
| Datos según el nomenclátor publicado por el INE.                         |

### Aldea
| Gráfica de evolución demográfica de Bamiro (aldea) entre 2000 y 2019 |
|                                                                      |
| Datos según el nomenclátor publicado por el INE.                     |